# Дубрівка (Львівський район)
Дубрівка — село в Україні, у Львівському районі Львівської області. Населення становить 282 особи. Орган місцевого самоврядування - Рава-Руська міська рада.

## Назва
У 1990 р. назву села Дібрівка було змінено на одну літеру.

## Історія
До середини XIX ст. Дубрівка входила до складу Старого Села, що було присілком села Кам'янки-Волоської. Після 1940 року утворено окреме село.

## Населення

### Мова
Розподіл населення за рідною мовою за даними перепису 2001 року:
| Мова            | Кількість | Відсоток |
| --------------- | --------- | -------- |
| українська      | 799       | 98.64%   |
| російська       | 7         | 0.86%    |
| угорська        | 1         | 0.12%    |
| інші/не вказали | 3         | 0.38%    |
| Усього          | 810       | 100%     |